# Drummoyne
Drummoyne är en del av en befolkad plats i Australien. Den ligger i kommunen Canada Bay och delstaten New South Wales, i den sydöstra delen av landet, nära delstatshuvudstaden Sydney. Antalet invånare är 10 385.
Trakten är tätbefolkad. Närmaste större samhälle är Sydney, nära Drummoyne. 
Runt Drummoyne är det i huvudsak tätbebyggt. Genomsnittlig årsnederbörd är 1 380 millimeter. Den regnigaste månaden är februari, med i genomsnitt 200 mm nederbörd, och den torraste är juli, med 36 mm nederbörd.